# Simon Zenke
Simon Zenke (Kaduna, 24 december 1988) is een Nigeriaanse voetballer die speelt bij Dinamo Boekarest.

## Erelijst
- RC Strasbourg
  - Coupe Gambardella: 2006

### Persoonlijk
- Samsunspor
  - Topscorer (Bank Asya 1. Lig): 2011